# Why (chanson de Tony Sheridan)
Pour les articles homonymes, voir Why.
Singles de The Beatles with Tony Sheridan
My Bonnie / The Saints Ain't She Sweet / Take Out Some Insurance on Me, Baby (RU)
 ou Nobody's Child (ÉU)
Why (sous titrée Can't You Love Me Again) est une chanson originale de Tony Sheridan qu'il a enregistrée à Hambourg en 1961 accompagné du groupe britannique The Beatles.

## Historique
Why est écrite à Londres à l'époque où Sheridan se produisait au club 2i's (en). Il est aidé du chanteur et parolier Bill Crompton qui, avec le pianiste Morgan « Thunderclap » Jones, son partenaire d'écriture habituel, a écrit des chansons pour Cliff Richard and The Shadows et Joe Brown and The Bruvvers, entre autres. De 1958 à 1965, Crompton et Jones seront les auteurs de près d'une quarantaine de 45 tours dont un hommage aux Beatles sorti en 1964 intitulé John, Paul, George and Ringo enregistré par le groupe The Bulldogs (leur seul disque) et en version instrumentale par Leon Young and his String Chorale.

## Enregistrement et parution
Why est enregistrée par Tony Sheridan et les Beatles, avec Pete Best à la batterie, lors d'une séance produite par Bert Kaempfert le 22 juin 1961 à Hambourg. Elle n'est toutefois pas retenue pour l'album My Bonnie de « Tony Sheridan and the Beat Brothers » sorti en juin 1962. Elle a, par contre, été publiée en France, le 26 janvier précédent, sur le E.P. de Sheridan intitulé Mister Twist (Polydor 21 914) avec When the Saints, My Bonnie et Cry for a Shadow. Afin de profiter de la Beatlemania naissante, Polydor rééditera ce E.P. en Europe, en 1963, simplement sous le titre Tony Sheridan with The Beatles et, l'année suivante, publiera Why en 45 tours couplée à Cry for a Shadow en face A. Ce 45 tours sera publié en Amérique du Nord par MGM le 27 mars 1964 mais avec les faces inversées.
Cette chanson sera incluse, avec les sept autres enregistrées par les Beatles avec Sheridan, sur des 33 tours publiés par la société Polydor; The Beatles' First ! paru en 1964 en Allemagne de l'Ouest, en 1967 au Royaume-Uni et 1969 en France. Il est aussi publié avec les noms Very Together en 1969 au Canada et In the Beginning (Circa 1960) l'année suivante aux États-Unis. Pour compléter cette compilation, on rajoute quatre titres enregistrés par Sheridan avec d'autres musiciens. Depuis, plusieurs autres éditions avec ces mêmes chansons ont été publiées. Dans cette collection, Why est la seule chanson écrite par Sheridan.

## Personnel
- Tony Sheridan – chanteur
- John Lennon – guitare rythmique, chœurs
- Paul McCartney – guitare basse, chœurs
- George Harrison – guitare solo, chœurs
- Pete Best – batterie

- Bert Kaempfert – producteur
- Karl Hinze – ingénieur du son